# Clubiona natalica
Clubiona natalica là một loài nhện trong họ Clubionidae.
Loài này thuộc chi Clubiona. Clubiona natalica được Eugène Simon miêu tả năm 1897.